# 上杉桜子
上杉 桜子（うえすぎ さくらこ、1987年12月29日 - ）は、フリーアナウンサー。セント・フォース所属。元岡山放送アナウンサー。

## 経歴
高知県出身。土佐女子高等学校卒業後、学習院女子大学国際文化交流学部日本文化学科へ進学。大学在学中の2008年7月から12月まで、「BSフジNEWS」15期女子学生キャスターとして活動する。また2007年度ミス学習院女子大学グランプリを獲得した。
2010年4月に岡山放送へ入社（同期は淵本恭子）。報道局に配属になりニュース番組をメインに担当する。 2011年12月岡山放送を退社。
2012年、セント・フォースに所属し、フリーアナウンサーとして活動を開始する。
2013年6月、東京大学出身者で初のプロサッカー選手の久木田紳吾と結婚。その際2人のキューピッドは久木田のチームメイトである澤口雅彦だとtwitterで報告している。
2019年1月、セント・フォースが開校したアナウンススクール「セント・フォースカレッジ」の講師を兼任すると発表。
2019年7月21日、第一子となる女児を出産。
2023年2月6日には自身のInstagramで、第二子となる男児の出産を報告した。

## 人物
- 親友はフリーアナウンサーの大澤亜季子で、お互いのブログによく登場する。
- 高知県のよさこい祭りでは全国ポスターのモデルをしたり、中学校の教科書アクティブ社会の表紙を担当した。
- 本人のブログでは愛猫アビシニアンの上杉・キング・アーサーがよく登場する。動物好き。
- 雑誌venus表紙担当。大学時代は読者モデル、カットモデルとしても活動。
- 2歳から習得している三味線、鼓、太鼓、日本舞踊でワークショップ開催。どれもプロ並みの腕前。
- 特技は歌と書道で、歌番組にも出演。岡山放送時代は着うたを配信していた。書道では、成田山全国競書大会で成田山賞を受賞。
- 姉がいる。
- 保有資格は、食生活アドバイザー、秘書検定、普通自動車免許、ハワイスペシャリスト検定中級。

## 担当番組・出演番組

### 岡山放送時代
- 草彅剛の女子アナ☆2011フジテレビ愛は本当にあるのか!!?ガチ検証SP（フジテレビ製作） - 「女子アナ歌がうまい王座決定戦」FNS選抜代表として歌を披露。
- OHKスーパーニュース - 月曜～金曜 天気予報担当
- OHKフラッシュニュース などローカルニュース - 随時担当
- OHKスピーク - 随時担当
- ニュースチャージ - キャスター（2011年4月 - 同年12月）

### フリーアナウンサー
- notty ★ LIVE 7時間! → notty ★ LIVE（NOTTV、2012年4月2日 - 2013年3月29日、月・金曜日担当）
- 青木隆治のエンタメまるっとLIVE - まるっとサポーター（進行役アナウンサー）。（NOTTV、2013年4月1日 - 2014年3月28日）
- FNNスーパーニュース - リポーター（フジテレビ、2012年5月）
- 女神のマルシェ - プレゼンター（日本テレビ、2014年4月 - ）
- 明日へのエール〜ことばにのせて〜 - リポーター（TBSラジオ、2014年6月 - ）
- 明日へのエール〜ことばにのせて〜 - パーソナリティ（TBSラジオ、2023年4月 - ）
- シャキーン! - リポーター（NHK、不定期出演）
- クイズプレゼンバラエティー Qさま!! - スポーツ選手美人妻スペシャル（テレビ朝日、2016年1月18日）
- 中居正広の身になる図書館 -「2時間スペシャルアスリートの妻編（テレビ朝日、2017年9月11日）